# Wake Shield Facility
Pour les articles homonymes, voir Shield.

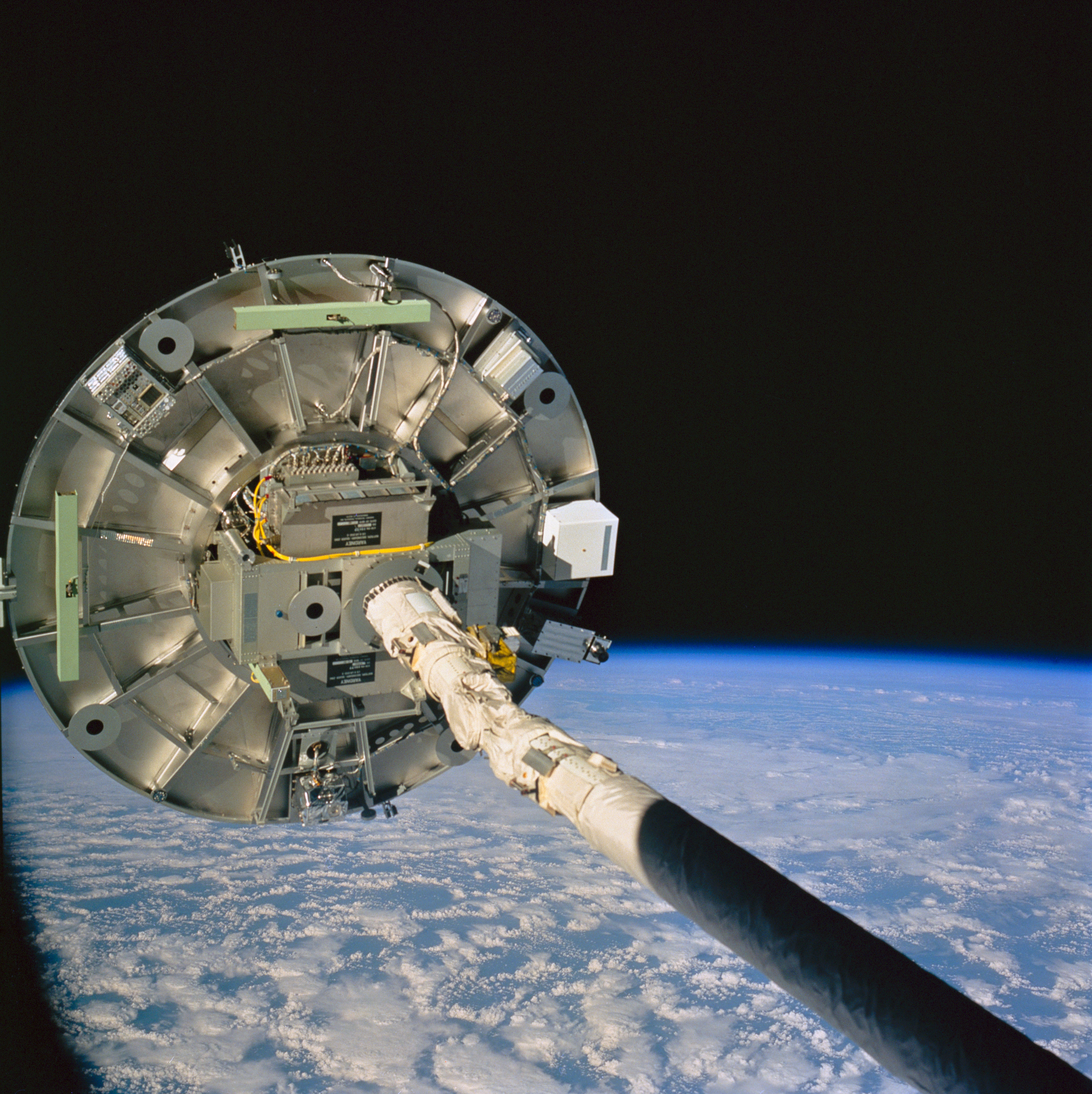
Déploiement du WSF en utilisant le bras robotisé de la navette spatiale

Wake Shield Facility (WSF) est une plate-forme expérimentale qui a été placé à plusieurs reprises en orbite basse par la navette spatiale. Le WSF est formé d'un disque en acier inoxydable de 3,7 mètres de diamètre qui balaye un volume de l'espace, en créant ainsi de l'ultra-vide dans son sillage. Ce dispositif a été spécifiquement développé afin de tirer parti de l'ultra-vide pour le dépôt de matériaux en couche mince, constituant ainsi l'un des premiers exemples de fabrication dans l'espace.
Le WSF est déployé dans le sillage de la navette spatiale à une altitude orbitale de plus de 300 kilomètres, dans la thermosphère, là où l'atmosphère est extrêmement ténue. Le bord avant du disque du WSF redirige les particules atmosphériques et d'autres particules sur les côtés, en laissant un ultra-vide dans son sillage. Le vide qui en résulte est utilisé pour étudier la croissance épitaxiale de couches minces.
Le WSF s'est envolé dans l'espace à bord de navettes à trois reprises, lors des missions STS-60, STS-69 et STS-80. Le WSF a été utilisé pour la première fois sur la mission STS-60 en février 1993. Les objectifs de la mission étaient de mesurer l'environnement unique de vide situé dans le sillage et d'effectuer un dépôt par épitaxie de couches minces de GaAs. Au cours de la mission, quelques problèmes matériels sont survenus et par conséquent, le WSF a été déployé uniquement au bout du bras robotisé de la navette Discovery. Cependant au cours des missions suivantes, le WSF a été déployé sous forme de plate-forme en vol libre, dans le sillage de la navette.

Ces vols ont prouvé le concept du vide dans le sillage, et la réalisation d'une épitaxie dans l'espace en faisant croître pour la première fois des couches minces semiconductrices cristallines dans le vide de l'espace. Ces couches incluent des dépôts d'arséniure de gallium (GaAs) et d'arséniure de gallium-aluminium (AlGaAs). Ces expériences ont été utilisées afin de développer de meilleures cellules photoélectriques et des couches minces. 

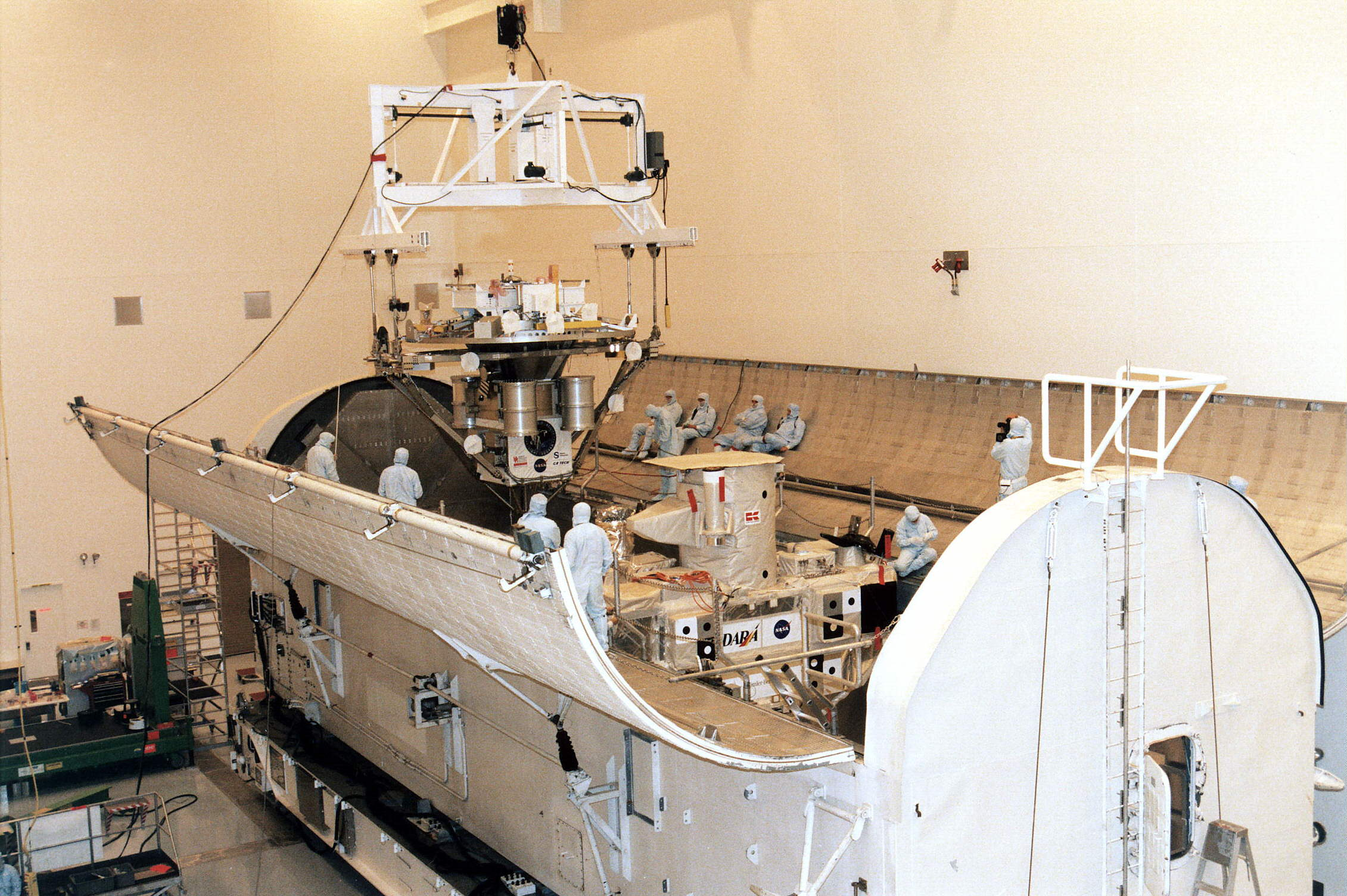
Chargement du WSF-3 dans la baie cargo de Columbia pour la mission STS-80.

Parmi les applications potentielles qui en résultent il y a les rétines artificielles qui sont fabriqués à partir de minuscules détecteurs en céramique pour le remplacement des cônes et des bâtonnets endommagés.
Les calculs avant le vol ont suggéré que la pression du côté sillage pourrait être diminuée d'environ 6 ordres de grandeur par rapport à la pression ambiante en orbite basse (de 10-8 à 10-14 Torr). L'analyse des données de pression et de température recueillies sur deux des vols ont conclu que la diminution était d'environ 2 ordres de grandeur ou 4 ordres de grandeur plus faible que prévu. 
Le Wake Shield Facility a été sponsorisé par la NASA et conçu, fabriqué et exploité par le Center for Advanced Materials de l'Université de Houston en collaboration avec son partenaire industriel Space Industries Incorporated.